# Cryphia atrimixta
Cryphia atrimixta är en fjärilsart som beskrevs av George Francis Hampson 1918. Cryphia atrimixta ingår i släktet Cryphia och familjen nattflyn. Inga underarter finns listade i Catalogue of Life.